# Armen Takhtajan
Armen Leonovich Takhtadjan ou Takhtadzhian ( Арме́н Лео́нович Тахтаджя́н) (Azerbaijão, 10 de junho de 1910 - 13 de novembro de 2009) foi um botânico russo.
Foi uma das mais importantes figuras do século XX nas áreas de biogeografia, taxonomia e da evolução dos vegetais.
Takhtajan trabalhou no Instituto Botânico de Komarov em São Petesburgo, no qual, em 1940, desenvolveu o seu sistema de classificação das fanerógamas. Somente após a década de 1950 o seu sistema foi conhecido pelo ocidente e ao final desta década Takhtajan começou uma colaboração com o botânico americano Arthur Cronquist, cujo sistema de classificação foi influenciado pela colaboração com Takhtadjan e com outros botânicos do Instituto Kamarov.
Algumas espécies nomeadas em sua homenagem
Takhtajania perrieri (Capuron)Baranova et Leroy, Altingia takhtajanii (fóssil)

## Obras (lista parcial)
- Die Evolution der Angiospermen, Jena, 1959
- Diversity and Classification of Flowering Plants. Columbia University Press, 1997